# トリフェニルカルベニウム

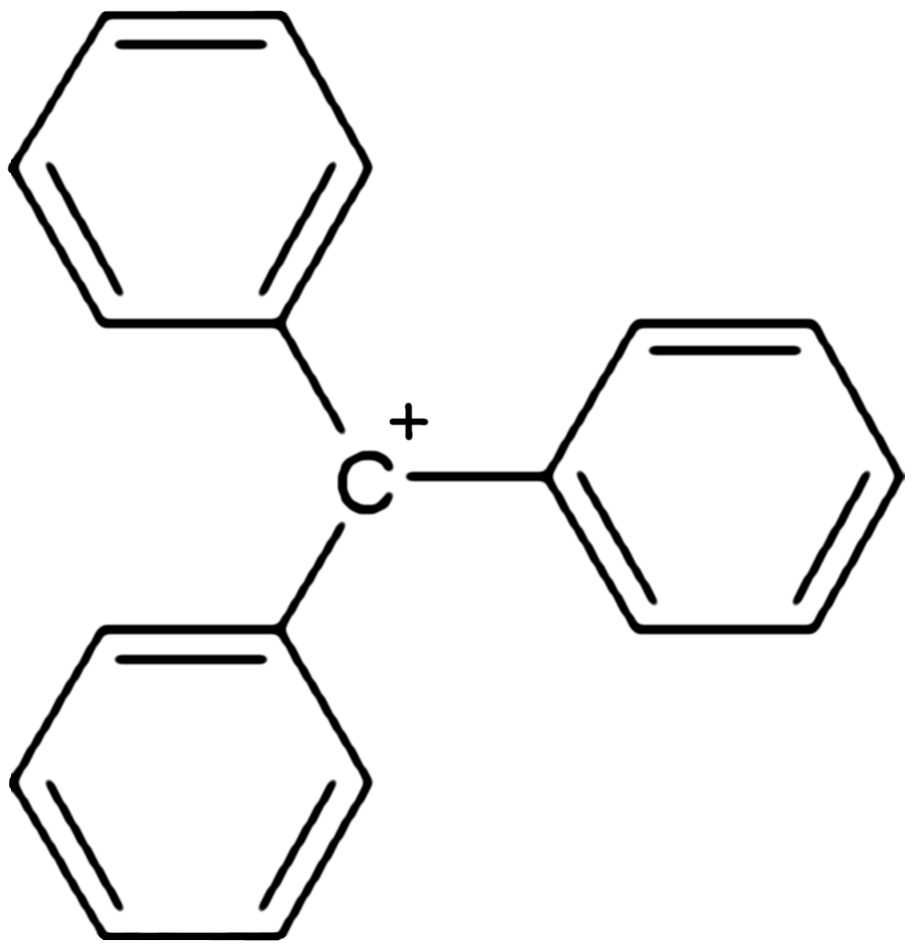
トリフェニルカルベニウム

トリフェニルカルベニウム（トリフェニルメチルカチオン 、 トリチリウム、トリチルカチオンとも）は化学式[C19H15]+または(C6H5)3C+ で表されるイオン種であり、正電荷を持つ炭素原子に3つのフェニル基が結合している。これはトリフェニルメチルラジカル(C6H5)3C • 。 対応する塩の命名の中でよくトリフェニルメチルまたはトリチルと略されることがある。一方、これらの呼称はカチオンを含まない化合物上の官能基の名称としても利用されるので（例：塩化トリフェニルメチル）注意が必要である。 
トリフェニルカルベニウムは比較的安定なカルボカチオンである。これは、10個の炭素原子（3つのフェニル基のそれぞれのオルトおよびパラ位にある3個の炭素原子と中央の炭素原子）に正電荷が非局在化できるためである。  このカチオンは以下の試薬や触媒などに含まれ、合成化学的にも重要な化学種である。 
- ヘキサフルオロリン酸トリフェニルメチル [(C6H5)3C]+ [PF6]−
- テトラフルオロホウ酸トリフェニルメチル [(C6H5)3C]+ [BF4]− [1]
- ヘキサクロロアンチモン酸トリフェニルカルベニウム [(C6H5)3C]+[SbCl6]−
- 過塩素酸トリフェニルメチル [(C6H5)3C]+[ClO4]−

トリフェニルカルベニウムや類似のカチオンは、 対応するアリール置換メタノール（トリフェニルカルベニウムの場合はトリフェニルメタノール）を濃硫酸へ溶解することにより、濃い色の溶液として得られる。 

## 誘導体
トリアリールメタン色素は、トリフェニルカルベニウムのより安定な誘導体である。 水溶性であり、よく塩化物塩として得られる。 これらの染料は、2つまたは3つのアリール基のp-位に強力な電子供与基（多くの場合アミン）を有する。 

トリアリールメタン色素
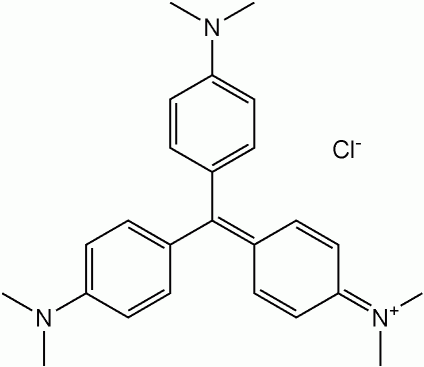
クリスタルバイオレット
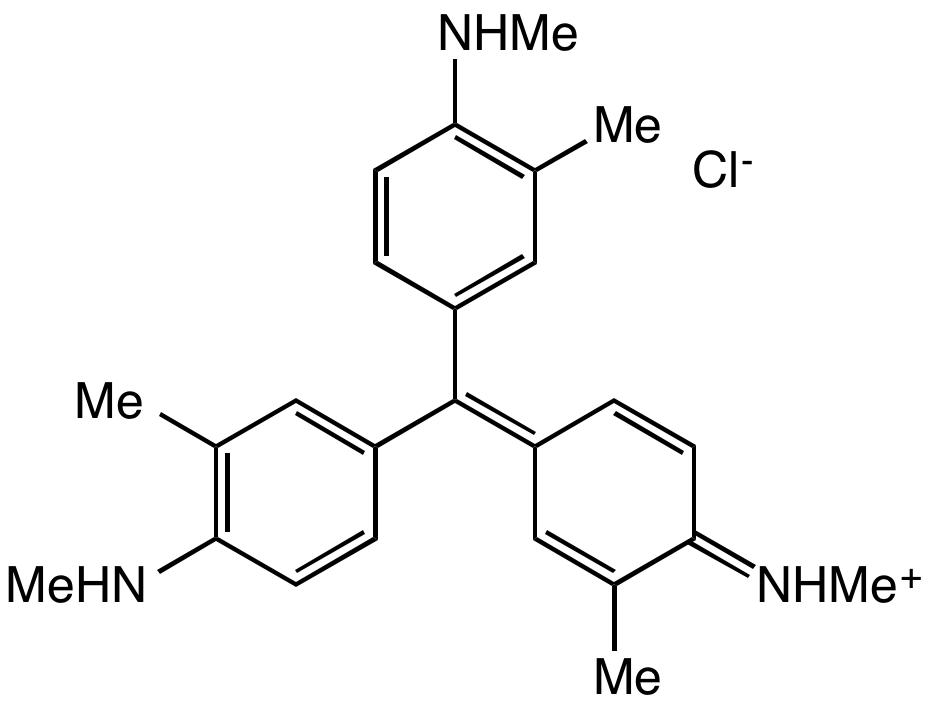
ニューフクシン
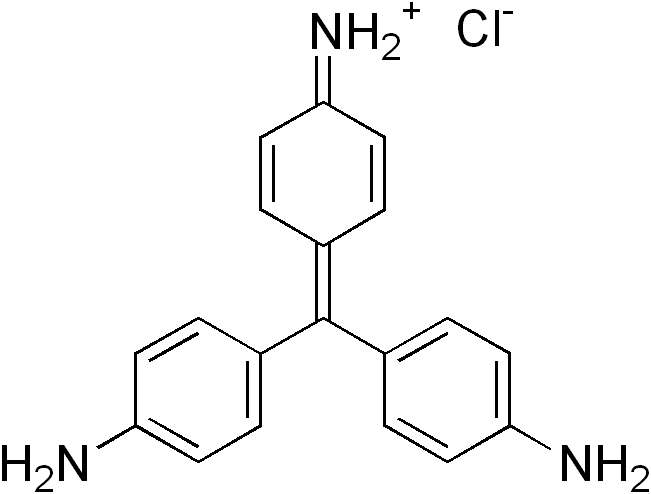
パラロサニリン

他の誘導体としては、たとえばパークロロトリフェニルカルベニウム(C6Cl5)3C+ が挙げられる。 